# Gosheim
Gosheim település Németországban, azon belül Baden-Württembergben. Lakosainak száma 3793 fő (2023. december 31.). Gosheim Böttingen, Denkingen, Frittlingen, Deilingen, Wehingen és Bubsheim községekkel határos.

## Népesség
A település népessége az elmúlt években az alábbi módon változott:
| Lakosok száma | 3090 | 3800 | 3922 | 3880 | 3802 | 3778 | 3793 |
|               | 1975 | 2010 | 2017 | 2019 | 2021 | 2022 | 2023 |